# Крістоф Бехманн
Крістоф Бехманн (нім. Christoph Bechmann, 23 листопада 1971) — німецький хокеїст на траві.
Бронзовий призер Олімпійських Ігор 2004 року, учасник 1996, 2000 років.
Чемпіон світу 2002 року, бронзовий призер 1998 року.
Переможець Трофею чемпіонів 1995, 1997 років, срібний призер 2000, 2002 років, бронзовий призер 1996 року.